# Fort Lorenese
Le Fort Lorenese (en italien : Forte Lorenese, et aussi connu sous le nom de Fortino) constitue une structure fortifiée de la commune de Forte dei Marmi, dans la province de Lucques en Toscane, le long de la mer de Ligurie,.

## Histoire
La fortification côtière a été construite au XVIIIe siècle par la Maison de Lorraine, avec des fonctions défensives et d'observation le long de la côte nord du grand-duché de Toscane, avec le fort de Marina di Castagneto Carducci et le fort de Marina di Bibbona (1788). Il pouvait communiquer par l'émission de signaux lumineux, au nord avec la Torre del Cinquale (it) et au sud avec le fort Motrone, tous deux perdus à cause des bombardements de la Seconde Guerre mondiale. En plus de la fonction militaire et de défense sanitaire prédominante, la structure architecturale a été utilisée comme entrepôt de marbre à l'époque où la jetée était utilisée comme port de commerce pour la pierre blanche.
À l'époque où le village de Forte dei Marmi servait de port pour le transport du marbre par mer, le fort, devant la jetée en bois d'embarquement, servait d'entrepôt pour le marbre.
Pendant la période fasciste, le fort est devenu la Casa del fascio ou Palazzo littorio de Forte dei Marmi, puis il est devenu le bureau de poste et ensuite, après une période d'inactivité, abrite le Museo della satira e della caricatura (it).

## Description
Le fort se présente comme un complexe de plan quadrangulaire, composé de deux bâtiments placés l'un à côté de l'autre. Le bâtiment principal, également utilisé autrefois à des fins résidentielles, présente un plan rectangulaire, terminé au sommet par un clocheton qui s'élève en position centrale au-delà du toit à quatre versants. Sur l'un des deux longs côtés, le bâtiment d'habitation est adossé à un bastion à base d'escarpement puissant qui se termine par une terrasse de sentinelle, accessible depuis la mezzanine du bâtiment principal. Toute la structure architecturale du bastion présente des structures murales recouvertes de briques, tandis que le bâtiment principal est enduit.

## Galerie

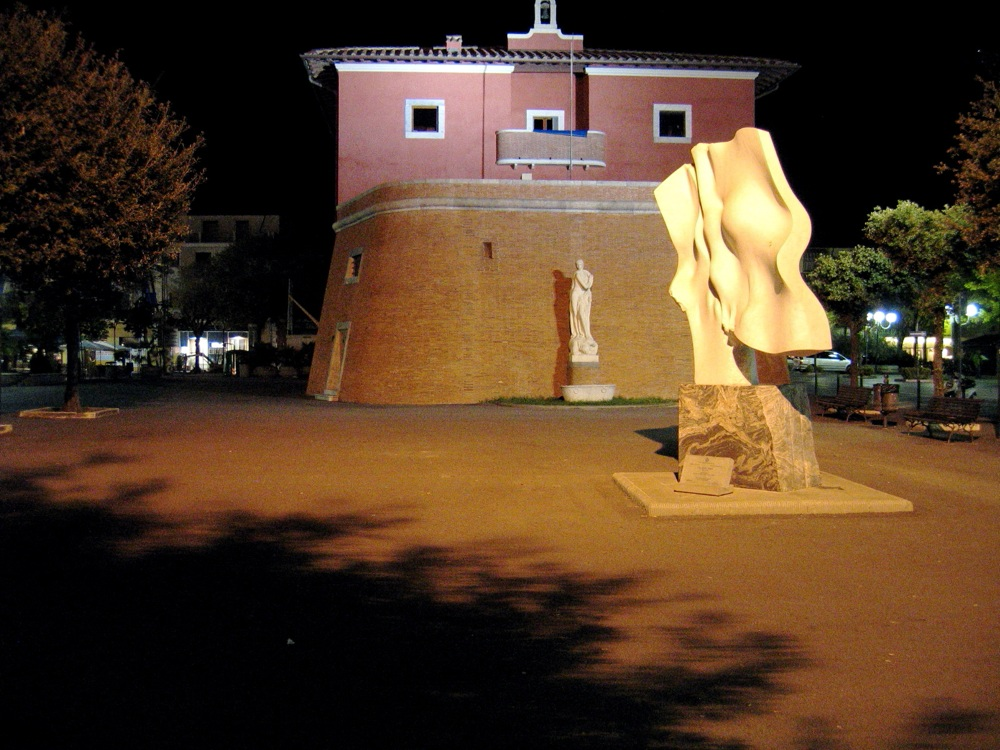
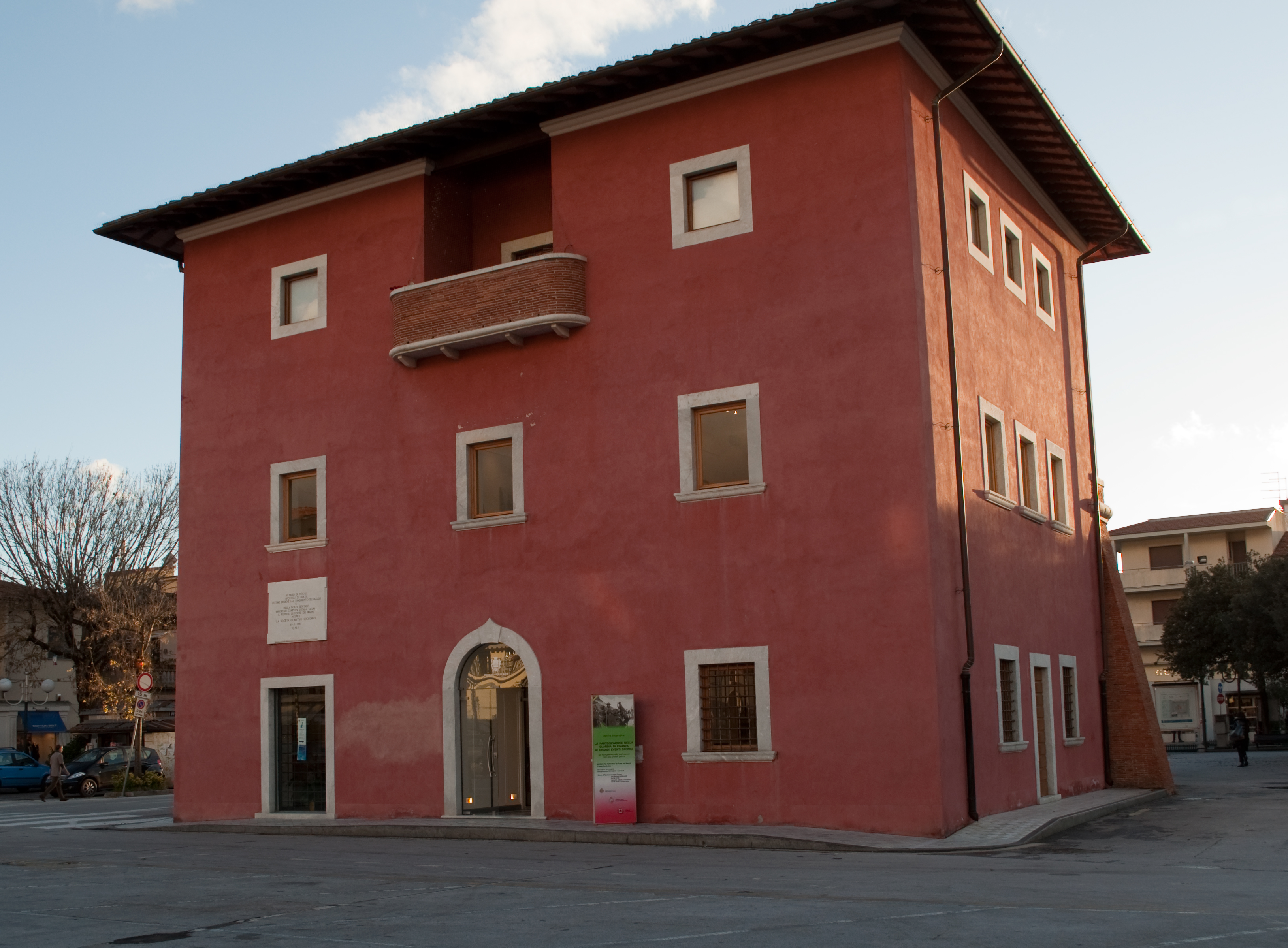